# Microsa gertschi
Espèce
Microsa gertschi est une espèce d'araignées aranéomorphes de la famille des Gnaphosidae.

## Distribution
Cette espèce est endémique des îles Bimini aux Bahamas,.

## Description
Le mâle holotype mesure 1,91 mm et les femelles de 2,20 à 2,99 mm.

## Étymologie
Cette espèce est nommée en l'honneur de Willis John Gertsch.

## Publication originale
- Platnick, 1978 : A new Microsa from the Bahama islands (Araneae, Gnaphosidae). Journal of Arachnology, vol. 5, p. 182-183 (texte intégral).